# Mischkan

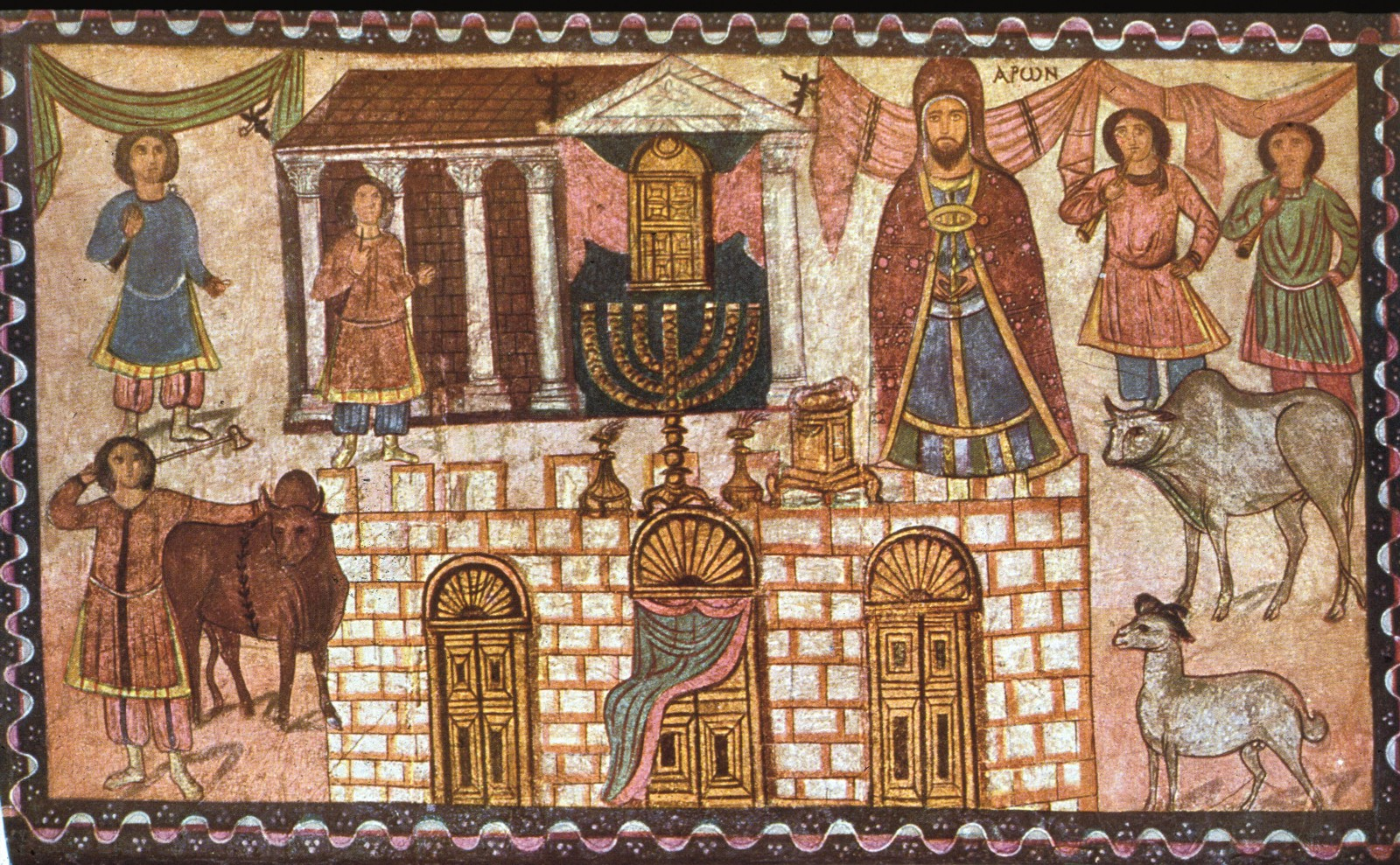
Aaron, gekennzeichnet durch einen roten Umhang und griechische Beischrift (ΑΡωΝ), tritt aus dem Allerheiligsten des Mischkan. (Wandgemälde der Synagoge von Dura Europos, Nationalmuseum Damaskus)

Der Mischkan (hebräisch מִשְׁכָּן miškān, deutsch ‚Wohnung, Wohnstatt‘), auch Stiftshütte, Offenbarungszelt oder Zelt der Begegnung (אֹהֶל מוֹעֵד ’ohæl mô‘ed) genannt, ist ein in der Bibel beschriebenes transportables Heiligtum. Im Buch Exodus  (hebräisch שְׁמוֹת Schemot, deutsch ‚Namen‘), wird die Anfertigung des Mischkan in Kapitel 25–31 erklärt. Als Gottesreden an Mose haben diese Anordnungen innerhalb der Tora große Relevanz, zumal Mose auch himmlische Modelle des Zelts und seines Inventars gezeigt werden (Ex 25,9 ). Es folgt die Episode mit der Anfertigung des Goldenen Kalbs (hebräisch עֵגֶל הַזָּהָב ‘ēgel hazzāhāv, deutsch ‚wörtlich goldener Stier‘)(Kapitel Ex 32 ) und die von Mose erwirkte Versöhnung. Daran schließt sich in Kapitel 35–40 die Anfertigung der einzelnen Objekte genau nach der vorausgegangenen Beschreibung an. Mit freiwilligen Gaben und mit handwerklicher und künstlerischer Aktivität sind die Israeliten hier beteiligt. Abschließend baut Mose das Heiligtum auf und richtet es mit den Kultgeräten ein; darauf nimmt JHWH vom Heiligtum Besitz.
Zentral für das Verständnis des Mischkan ist die Anweisung JHWHs an die Israeliten Ex 25,8 : „Sie sollen mir ein Heiligtum machen! Dann werde ich in ihrer Mitte wohnen.“ Der Ausdruck „in ihrer Mitte“ lässt nach der jüdischen Tradition darauf schließen, dass das Heiligtum nicht als Wohnsitz Gottes zu verstehen ist, sondern als ein Symbol für die Heiligkeit Gottes, dem das Volk nachzuleben hatte, wenn sein Geist in ihrer Gemeinschaft weilen sollte. Dort, wo das Zelt aufgebaut wird, entsteht heiliger Raum, aber einen heiligen Ort gibt es während Israels Wüstenwanderung nicht.

## Namen
Mischkan (Ex 25,9 ) ist nur eine von mehreren Bezeichnungen für das transportable Heiligtum. „Mischkan“ bedeutet „Wohnung“, sowohl Gottes als auch der Menschen.
Das Wort ist von der Verbalwurzel שׁכן š-kh-n, „wohnen“, „sich niederlassen“, abgeleitet, die im Exodusbuch im Kontext der Heiligtumstexte in unterschiedlicher Weise verwendet wird: Nach Ex 24,16  lässt sich die Herrlichkeit (der Kabod) JHWHs auf dem Berg Sinai nieder; nach (Ex 25,8 ) will JHWH selbst im Heiligtum wohnen, und nach Ex 40,35  lässt sich schließlich die Wolke auf dem Mischkan nieder. An einigen Stellen ist auch von der „Wohnung des Zeugnisses“ (Mischkan haEdut) die Rede, damit wird es als Wohnort der Bundeslade bezeichnet (Num 10,11 ).
Der Begriff Mischkan sagt etwas über die Funktion des Heiligtums aus, nichts über die Baugestalt.
Dennoch wird auch ein konkreter Bestandteil im engeren Sinne als „Wohnung“ (Mischkan) bezeichnet: die aus zwei Teilen mit je fünf Bahnen bestehende kerubenbestickte Prachtdecke (Ex 26,1–6 , 36,8–13 ).
Der ganze Bau wird im Pentateuch meist als Ohel Moed אֹהֶל מוֹעֵד ’ohæl mô‘ed (Ex 27,21 ) bezeichnet. Das bedeutet „Zelt der Begegnung“ (so die Zürcher und die Elberfelder Bibel) und wird in der Einheitsübersetzung mit „Offenbarungszelt“, in der Lutherbibel mit „Stiftshütte“ wiedergegeben.
Der Begriff „Stiftshütte“ ist eine Wortprägung Martin Luthers, die er in einer Randglosse der Biblia Deudsch (1545) so begründete: „Das Ebreisch Wort Moed / haben wir nicht anders wissen noch wollen deudschen. Es sol aber so viel heissen / als ein gewisser ort oder stete / wie eine Pfarrkirche oder Stifft / Dahin das Volck Jsrael komen vnd Gottes wort hören sollten […]“
Durch Ohel (hebräisch אהל ‚Zelt‘) wird deutlich zum Ausdruck gebracht, dass es sich um kein ortsfestes Haus, sondern ein transportables Gebilde handelt.
Moed ist von der Verbalwurzel יעד y-‘-d ‚sich treffen‘, ‚begegnen‘ abgeleitet und bezeichnet damit einen zweiten funktionalen Aspekt des Heiligtums: die Begegnung JHWHs mit Mose (Ex 25,22 ) bzw. mit den Israeliten (Ex 29,42–43 ), die jeweils mit diesem Verb ausgedrückt wird.
Der gesamte Bau wird gelegentlich auch als „Zelt des Zeugnisses“ (Ohel haEdut) bezeichnet (Num 9,15 ).
Während „Zelt der Begegnung“ (Ohel Moed) nicht für ein einzelnes Bauteil, sondern immer für das gesamte Bauwerk steht, bezeichnet einfaches „Zelt“ (Ohel), ähnlich wie „Mischkan“, in den Heiligtumstexten auch einen konkreten Bestandteil des Heiligtums, nämlich die aus Ziegenhaar oder Ziegenfellen gefertigte, ebenfalls aus zwei Teilen bestehende Decke (Ex 26,7–11 ).
Zur Schilderung des Heiligtumsbaus in Exodus 35–40 in Spannung steht, dass nach der Erzählung in Ex 33,7–8  Mose schon vorher außerhalb des Lagers ein Zelt aufgeschlagen und ebenfalls „Zelt der Begegnung“ genannt habe, in dem JHWH zu ihm redete und zu dem auch Josua Zutritt hatte (Deut 31,14 ). Das kann als Hinweis auf eine nicht-priesterliche Tradition eines Zeltheiligtums gedeutet werden; der Widerspruch wird üblicherweise mit der Verwendung unterschiedlicher Quellen erklärt.
Eine weitere, bereits in Ex 25,8  verwendete Bezeichnung ist „Heiligtum“ (מִקְדָּשׁ miqdāš, „heiliger Ort u[nd] die zugehörigen Einrichtungen“). Dabei handelt es sich um den Oberbegriff, der in anderen Büchern des Tanach für den Tempel zu Jerusalem, aber auch für Heiligtümer anderer Kulte verwendet wird.
Die Septuaginta hat Mischkan und Ohel mit dem gleichen Wort σκηνή (skēnḗ, „Zelt“) übersetzt, das inhaltlich Ohel entspricht, aber zugleich lautlich an miškan anklingt. Ohel Moed wird ebenso wie Ohel haEdut als ἡ σκηνὴ τοῦ μαρτυρίου (hē skēnḕ toũ martyríou), „Zelt des Zeugnisses“, wiedergegeben, das übernehmen auch Autoren des Neuen Testaments (Apg 7,44 , Offb 15,5 ). Diesem Vorbild folgte Hieronymus in seiner lateinischen Übersetzung, indem er sowohl Ohel als auch Mischkan mit tabernaculum übersetzte. Daran schloss sich später unter anderem die King James Version an, die ebenfalls beides mit tabernacle wiedergibt.

## Ein „Heiligtum im Kopf der Leser“ (Franziska Bark)
Die Zerstörung Jerusalems und des Tempels durch die Neubabylonier (587/586 v. Chr.) erschütterte die bisherige Tempeltheologie. Der Berg Zion konnte nicht mehr so selbstverständlich als Ort der Wohnung JHWHs gesehen werden, wie es der Tempelweihspruch 1 Kön 8,12f.  formuliert hatte. Eine Möglichkeit, damit umzugehen, war, JHWH „in der Mitte“ der Israeliten gegenwärtig zu denken. In diesen Zusammenhang gehören auch die Texte im Buch Exodus, die den Bau des Mischkan beschreiben: JHWH ist mit seinem Volk unterwegs; am Lagerplatz scharen sich die Stämme nach einer bestimmten Ordnung um das Zelt JHWHs in ihrer Mitte. Nach Franziska Bark entfaltet sich der heilige Raum des Mischkan beim Akt des Lesens: „Als textuelles Konstrukt ist der miškan ahistorisch und unabhängig von den jeweiligen Umständen transportabel. So verstanden ist das Zeltheiligtum im Blick auf die vermutete existentielle Situation der Redaktoren eine Weise, wie dem Verlust von Ort und Tempel, Land und Leuten beigekommen wird.“
Das im Buch Exodus beschriebene Zeltheiligtum bezieht sich sowohl auf den Ersten (Salomonischen) Tempel als auch auf den Zweiten Tempel und schafft Kontinuität. Es verbindet die Bundeslade, die nur im Ersten Tempel vorhanden war und mit dessen Zerstörung verloren ging, mit dem Siebenarmigen Leuchter (Menora), einem neuartigen Kultgerät, das es im Ersten Tempel noch gar nicht gab, das aber im Kult des Zweiten Tempels von hervorragender Bedeutung war (für den Schaubrottisch und die Priestergewänder gilt das in ähnlicher Weise). Nach Dominik Markl überbrücken die Heiligtumstexte „die Kluft des Exils und die fehlende Identität zwischen vor- und nachexilischem Tempel, indem auch der letztere hinsichtlich zentraler Objekte an das Ursprungsheiligtum anknüpfen kann.“

## Bauanweisungen

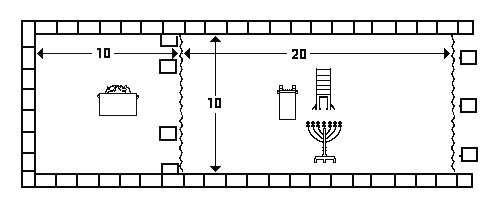
Grundriss des Mischkan, die Kultgeräte sind von links nach rechts bzw. von West nach Ost: die Lade mit der Kapporet hinter dem Vorhang, der Räucheraltar, der (turmartige) Schaubrottisch und der Leuchter vor dem Vorhang. Maßangaben in Ellen.

Das Kapitel Ex 24 endet mit einer besonders hervorgehobenen Theophanie. Die Herrlichkeit JHWHs bedeckt den Berg Sinai, und Mose wird in diese Wolke gerufen. Er verweilt dort 40 Tage und Nächte. Es folgen ab Ex 25,1 sieben Gottesreden zum Bau des Heiligtums, die in einen knappen narrativen Rahmen eingebunden sind:
- Erste Rede (Ex 25,1–30,10): Gaben für den Bau des Heiligtums; Bundeslade; Schaubrottisch; Leuchter (Menora); Zeltdecken und hölzerne Wände für das transportable Heiligtum; Kupferner Altar; Säulen und Behänge zur Abgrenzung des Hofs, in dessen Mitte sich das Zeltheiligtum befindet; Öl für den Leuchter; Priestergewänder; Weihe der Priester; tägliche Liturgie (Tamidopfer morgens und abends); Weihrauchaltar.
- Zweite Rede (Ex 30,11–16): Abgabe für das Heiligtum.
- Dritte Rede (Ex 30,17–21): Kupfernes Becken.
- Vierte Rede (Ex 30,22–33): Rezeptur des Salböls.
- Fünfte Rede (Ex 30,34–38): Rezeptur des Räucherwerks.
- Sechste Rede (Ex 31,1–11): Beauftragung der Kunsthandwerker Bezalel und Oholiab.
- Siebte Rede (Ex 31,12–17): Befolgung des Schabbats als dauerhaftes Zeichen und Bund zwischen JHWH und den Israeliten.

Die Materialien, welche die Israeliten als freiwillige Gaben zum Bau des Heiligtums bereitstellen sollen, umfassen Metalle (Gold, Silber, Kupfer), gefärbte und aufwändig gewebte Textilien, rot gefärbtes Leder von Widderfellen und Tachasch-Leder, Akazienholz (wegen seiner besonderen Festigkeit und Dauerhaftigkeit), Olivenöl für den Leuchter und als Zutat beim Salböl und beim Räucherwerk sowie Edelsteine für die Brusttasche (Choschen) des Hohepriesters. Die Israeliten nehmen mit ihren Gaben in Bezug auf das Wüstenheiligtum die Rolle des Stifters und Bauherrn ein, die sonst im Alten Orient dem König zufällt (z. B. Salomo). Der Verfasser „hat sich anscheinend keine Gedanken darüber gemacht, woher die Israeliten am Sinai alle diese Kostbarkeiten haben sollten“, merkte Martin Noth dazu an.

### Zeltheiligtum und goldenes Inventar
Aus Zeltdecken, hölzernen Wänden und metallenen Verbindungselementen entsteht ein zeltartiger Bau, in und vor dem die Kultgeräte aufgestellt werden sollen. Vier Decken bilden übereinandergelegt das Dach. Die unterste, dem Innenraum des Heiligtums zugekehrte Zeltdecke ist am kostbarsten („Kunstweberarbeit“). Mit der Aufstellung der vergoldeten hölzernen Wände sind die Abmessungen des Zeltheiligtums fixiert. Aus den Angaben zu Länge und Dicke der Balken (Ex 26,15–18 ) ergibt sich, dass die Wände jeweils 10 Ellen (ca. 4,5 m) hoch und 1 Elle (ca. 45 cm) dick sind. Für die aus je 20 jeweils 1,5 Ellen breiten Balken zusammengesetzte Nord- und Südwand ergibt sich jeweils eine Länge von 30 Ellen. Für die westliche Wand existieren unterschiedliche Rekonstruktionen. So nimmt Helmut Utzschneider an, dass die beiden Eckbalken nach hinten überstanden und kommt so auf eine außen 11 Ellen und innen 9 Ellen breite Rückwand. Die meisten Rekonstruktionen gehen aber davon aus, dass die acht Balken (Ex 26,25 ) der westlichen Wand sich zu einer Wand von 12 Ellen Länge fügen sollen, so dass sich bei einer Wanddicke von 1 Elle als Innenmaße der Wohnung wie in der nebenstehenden Zeichnung genau 30 × 10 Ellen ergeben.
Im Inneren soll ein Vorhang (die Parochet) das „Heilige“ vom „Allerheiligsten“ trennen (Ex 26,33 ). Hinter dem Vorhang (in Richtung Westen), also im Allerheiligsten, soll die goldene Bundeslade aufgestellt werden und davor die anderen goldenen Kultgeräte. Die Parochet ist eine Textilie von der gleichen kostbaren Machart wie die innere Zeltdecke. An der östlichen Schmalseite bildet ein weiterer, aber schlichterer Vorhang den Eingang ins Zeltheiligtum.
Heiligkeit wird dadurch konstituiert, dass JHWH selbst über der Kapporet anwesend gedacht ist. Dieser maximal heilige Kultgegenstand in Gestalt einer goldenen Platte mit zwei Keruben an den Seiten liegt auf der Bundeslade, ohne doch ein Teil von ihr zu sein. Die Kapporet hat die gleichen Maße wie die Lade (2 ½ Ellen lang, 1½ Ellen breit) und bedeckt diese genau. Nach Bernd Janowski dient die Lade hier als „kastenförmiger Sockel oder Untersatz der kapporæt“: Da das ganze Heiligtum zerlegbar und transportabel gedacht ist, die Kapporet aber keinesfalls berührt werden darf, befindet sie sich auf der Lade. Diese wird, ebenso wie die anderen Kultgeräte, mit Tragstangen transportiert.
Der durch die beiden Hälften der kunstvoll gewebten Decke (des Mischkan im engeren Sinne) im Verhältnis 1:2 geteilte Innenraum des Zeltheiligtums hat durch die verwendeten Materialien ein einheitliches Erscheinungsbild: Kultgeräte aus Gold (bzw. aus Akazienholz, vergoldet) und bunte Textilien (Violett, Purpur, Karmesin) in Kunstweberarbeit mit Keruben-Muster. Der Vorhang, durch den das Zelt betreten wird, ist verglichen damit schlichter und die Kultgeräte außerhalb des Zeltes sind nicht aus Gold, sondern aus Kupfer. Es gibt also einen Materialcode, dem zufolge Gold eine größere Heiligkeit symbolisiert und Kupfer eine mindere. Das spiegelt sich auch in den Gewändern des Hohepriesters, der im Gegensatz zu den einfachen Priestern einmal im Jahr im Rahmen des Rituals von Jom Kippur hinter den Vorhang treten darf, wobei auch er freilich nicht die Kapporet betrachten kann, da sie seinem Blick durch Weihrauchwolken entzogen ist. Die hohepriesterlichen Gewänder haben im Gegensatz zur einfachen Priesterkleidung verschiedene Applikationen aus Gold (Efod, Choschen, Diadem, Kettchen, Glöckchen). Allerdings soll Aaron das Allerheiligste nur in leinenen Gewändern (Lev 16,4 ), ohne seinen Schmuck, betreten.
Modelle oder Zeichnungen des Mischkan ordnen die Kultgeräte üblicherweise symmetrisch an einer Ost-West-Achse an; der Text enthält allerdings keine Angaben dazu, wie die Lade hinter dem Vorhang und in welcher Entfernung die anderen Kultgegenstände vor dem Vorhang aufgestellt werden sollten. Es ist lediglich gesagt, dass der Räucheraltar „vor der Lade“ stehen soll (Ex 40,5 ) und dass Schaubrottisch und Leuchter einander gegenüber an der Nord- und der Südseite platziert werden sollen (Ex 26,35 ).

### Hof und kupfernes Inventar
Wo das Zeltheiligtum innerhalb des Hofareals aufgeschlagen wird, regelt der Text nicht.
Textile Behänge an hölzernen oder kupfernen Ständern grenzen den Hof gegenüber dem umgebenden Lager der Israeliten ab. Vor dem Zelt stehen im Hof zwei kupferne Kultgeräte: das Becken und der Brandopferaltar.
In Ex 27,1–8  wird der Brandopferaltar beschrieben, der 5 Ellen × 5 Ellen (etwa 2,5 m × 2,5 m) misst und 3 Ellen (etwa 1,5 m) hoch ist. Er ist wohl als nach unten offener hölzerner Kasten aus Akazienholz gedacht, der mit Kupfer verkleidet ist. In der Realität würde die Hitzeentwicklung beim Verbrennen des Opfertiers allerdings diese Holz-Kupfer-Konstruktion zerstören; es handelt sich hier also um ein theologisches Konzept. Der steinerne Altar im Hof des Jerusalemer Tempels wird transportabel imaginiert.

## Bauausführung
Während Mose in einer einzigartigen Theophanie die Details des Heiligtums kennenlernt, fertigen die Israeliten eigene, illegitime Kultobjekte an: Die Episode des Goldenen Kalbs (Kapitel 32) stellt einen Bruch der Gottesbeziehung dar; sie ist auch ein retardierendes Element zwischen den Anordnungen JHWHs zum Bau und Einrichtung des Zeltes und deren Umsetzung durch die Israeliten. Mose vermittelt danach als Fürbitter die Versöhnung zwischen JHWH und den Israeliten, die sogar zu einer vertieften Gottesbeziehung führt. Ausdruck dessen ist die breite Schilderung, wie die Israeliten das Zeltheiligtum und seine Kultgeräte anfertigen. „Freiwillige und Kunstfertige handeln als exemplarisch Gesetzestreue“, so Helmut Utzschneider, der auch darauf hinweist, dass explizit in den sinaitischen Heiligtumstexten nie das Volk als Ganzes in diesen Rollen erscheint.
Wenn Mose am Ende des Buchs Exodus (Kapitel 40) das Zeltheiligtum mit seinen Geräten einrichtet, dann wird dies in Parallelität zur Schöpfungsgeschichte am Beginn des Buchs Genesis beschrieben. Beide Texte zielen auf den Schabbat. Mit dem Bau des Mischkan werde aber nicht der Urzustand der Welt wiederhergestellt, so Bernd Janowski, denn dieser liege jenseits der durch die Sintflut und die Unterdrückung der Israeliten in Ägypten eingetretenen Störungen, auf die JHWH jeweils mit rettender Intervention zugunsten von Noach bzw. den Israeliten unter Führung des Mose reagiert habe.

## Transport

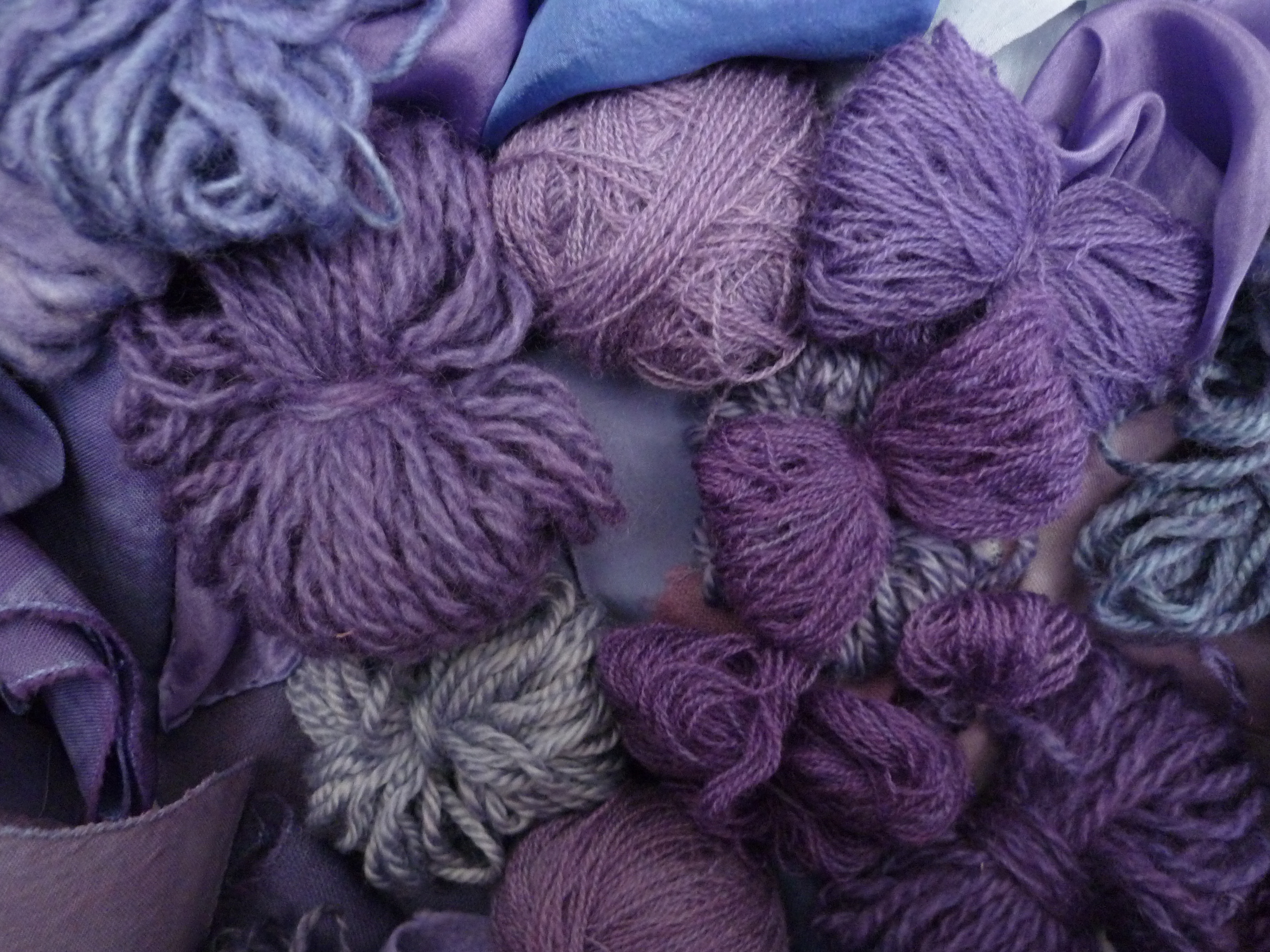
Mit Purpurküpe blauviolett gefärbte Wolle

Im Buch Numeri (Kapitel 4) wird beschrieben, wie das fertige Zeltheiligtum beim Aufbruch der Israeliten vom Sinai zerlegt werden soll, um fortan die Israeliten auf ihrer Wüstenwanderung zu begleiten. Die Kultgeräte werden durch Decken dem unbefugten Blick entzogen, Tragstangen an diesen Objekten verdeutlichen das Berührungstabu. Es gibt eine Art Farbcode: Die Lade ist durch ihre äußere Umhüllung in Blauviolett (תְּכֵלֶת təḵelæṯ) optisch unter den Kultgeräten hervorgehoben. „Es gibt einen faszinierenden strukturellen Kontrast darin, dass die Lade das am meisten dem Blick entzogene Inventarstück war, wenn das Zeltheiligtum an seinem Ort stand. Aber wenn das Zeltheiligtum in Bewegung war, wurde die besondere Bedeutung der Lade durch die gegenteilige Symbolik ausgedrückt – sie war [erg. in ihren Decken] besonders sichtbar.“

## Das Zeltheiligtum in anderen Büchern des Tanach
Das Buch Josua schildert, wie die Israeliten Kanaan erobern. Das Zeltheiligtum wurde laut Jos 18,1  in Schilo aufgestellt. Nach 2 Chr 1,3–5  brachte David das Zeltheiligtum nach Gibeon, während die Bundeslade nach 2 Sam 6,1–17  und 2 Chr 1,4  in einem Zelt in Jerusalem stand. Salomo brachte nach 1 Kön 8,3–9  die Lade, die Kultgeräte und das Zelt in den salomonischen Tempel.

## Textforschung
Die Texte im Buch Exodus, die den Bau des Mischkan beschreiben, liefen in hellenistischer und römischer Zeit in verschiedenen Fassungen um; eine Rekonstruktion des hebräischen „Urtextes“ ist daher, so Dominik Markl, kaum möglich. Die Schriftrollen vom Toten Meer erlauben Einblicke in die antike Textüberlieferung:
- Die älteste Handschrift, die Ex 39–40 enthält, ist 4QExod–Levf bzw. 4Q17. Die Reihenfolge, in der die einzelnen Herstellungsschritte erzählt werden, stimmt mit dem masoretischen Text überein; in sprachlichen Details steht diese Handschrift aber der hebräischen Vorlage der Septuaginta näher.[35]
- Das Manuskript 4QpaleoExodm bzw. 4Q22 (in paläohebräischer Schrift) hat eine Reihenfolge der Herstellungsschritte, die vom masoretischen Text abweicht, aber mit dem Samaritanischen Pentateuch übereinstimmt: Der goldene Weihrauchaltar (im masoretischen Text Ex 30,1–10 EU) wird schon vier Kapitel früher (nach Ex 26,35 EU, d. h. zwischen Schaubrottisch und Parochet) beschrieben.[36]

Vom Umfang her unterscheiden sich aber 4QpaleoExodm, der Samaritanus und der Masoretische Text im Bereich der Heiligtumstexte kaum, was umso bemerkenswerter ist, als es in der ersten Hälfte des Buches (Ex 7–11; 18; 20) umfangreiche Zusätze im Samaritanus gibt, die jeweils einer genauen Entsprechung von Rede und Zitat dienen und fast alle auch durch 4QpaleoExodm oder andere präsamaritanische Qumranhandschriften bestätigt werden.
Eine textgeschichtliche Besonderheit stellt die Septuaginta-Fassung der Heiligtumstexte dar. In den Kapiteln Ex 25–31 steht die Septuaginta dem masoretischen Text nahe, aber in den Kapiteln Ex 35–40 weicht sie in Umfang und Textanordnung erheblich von allen bekannten hebräischen Textzeugen ab. Sie ist vor allem erheblich kürzer. Viele Verse und Abschnitte fehlen ganz: Ex 35,8; 36,10–34; 37,4.12.19–21.24–28; 38,2.6; 39,39; 40,7 (nach der Zählung im Masoretischen Text und den modernen Übersetzungen) haben keine Entsprechung in der ältesten Septuaginta. Auch der übrige Text ist oft stark gekürzt. Zudem sind große Textblöcke anders angeordnet: Die Anfertigung der Priestergewänder, die in den hebräischen Textzeugen am Ende steht (Ex 39,2–31 ), steht in der LXX am Anfang (Ex 36,8–38 ). Während in den hebräischen Textzeugen erst die Anfertigung der Einrichtungsgegenstände (Lade, Schaubrottisch, Leuchter) geschildert wird und dann die des Vorhofs (Ex 38,9–23 ), wird letztere in der Septuaginta vorgezogen (Vorhof: Ex 37,7–21 ; Lade, Schaubrottisch, Leuchter: Ex 38,7–17 ).
Vielfach wird vermutet, dass diese Schlusskapitel das Werk eines anderen Übersetzers seien; darüber hinaus kann der ihm vorliegende hebräische Text bereits Unterschiede zum masoretischen Text aufgewiesen haben. Der in Ex 35–40 tätige Übersetzer benutzte die ihm vorliegende griechische Fassung der Bauvorschriften (Ex 25–31) als Grundlage für seine freie Wiedergabe der Bauausführung. Martha L. Wade schlägt als Arbeitshypothese vor, dass die beiden Übersetzer in einem Lehrer-Schüler-Verhältnis zueinander standen. Der Übersetzer von Ex 35–40 habe die Übersetzung des Lehrers in verschiedener Weise verbessert, aber aus Respekt vor ihm darauf verzichtet, dessen Übersetzung von Ex 25–31 entsprechend durchzukorrigieren.

## Wirkungsgeschichte

### Qumran, Philon und Josephus
Das Zeltheiligtum spielt in antiken jüdischen Texten (vor 70 n. Chr.) nur eine geringe Rolle. In den Schriftrollen vom Toten Meer wird der Tempelberg mit dem Mischkan gleichgesetzt, die Stadt Jerusalem mit dem Lager der Israeliten. Flavius Josephus übertrug die kosmologische Symbolik des Herodianischen Tempels auf das Wüstenheiligtum und seine Einrichtungen, die er in den Jüdischen Altertümern beschrieb:
- Das gesamte Zeltheiligtum repräsentiert das Universum (Ant 3,180).
- Die Unterteilung des Heiligtums entspricht der Dreiteilung Meer, Land und Himmel, wovon Meer und Land dem Menschen zugänglich sind, der Himmel hingegen nicht. Dementsprechend sind die vorderen beiden Drittel des Zeltheiligtums für alle Priester zugänglich, das Allerheiligste dagegen ist allein Gott vorbehalten (Ant 3,181).
- Die zwölf Brote auf dem Schaubrottisch stehen für die Monate des Jahres (Ant 3,146).
- Die sieben Lichter auf der Menora stehen für Sonne, Mond und fünf Planeten (Ant 3,182).

Der alexandrinische jüdische Exeget Philon wird dem Mittelplatonismus zugerechnet. In seinen Schriften interpretiert er den Mischkan sowohl anthropologisch (Abbild des Menschen) als auch kosmologisch (Abbild des Kosmos). In seiner Deutung von Ex 25,40  entwickelt Philon einen anderen Gedankengang: Mose machte die Archetypen der Kultgeräte, der biblische Kunsthandwerker Bezalel, von Mose unterrichtet, machte deren Abbilder.

### Neues Testament (Hebräerbrief)

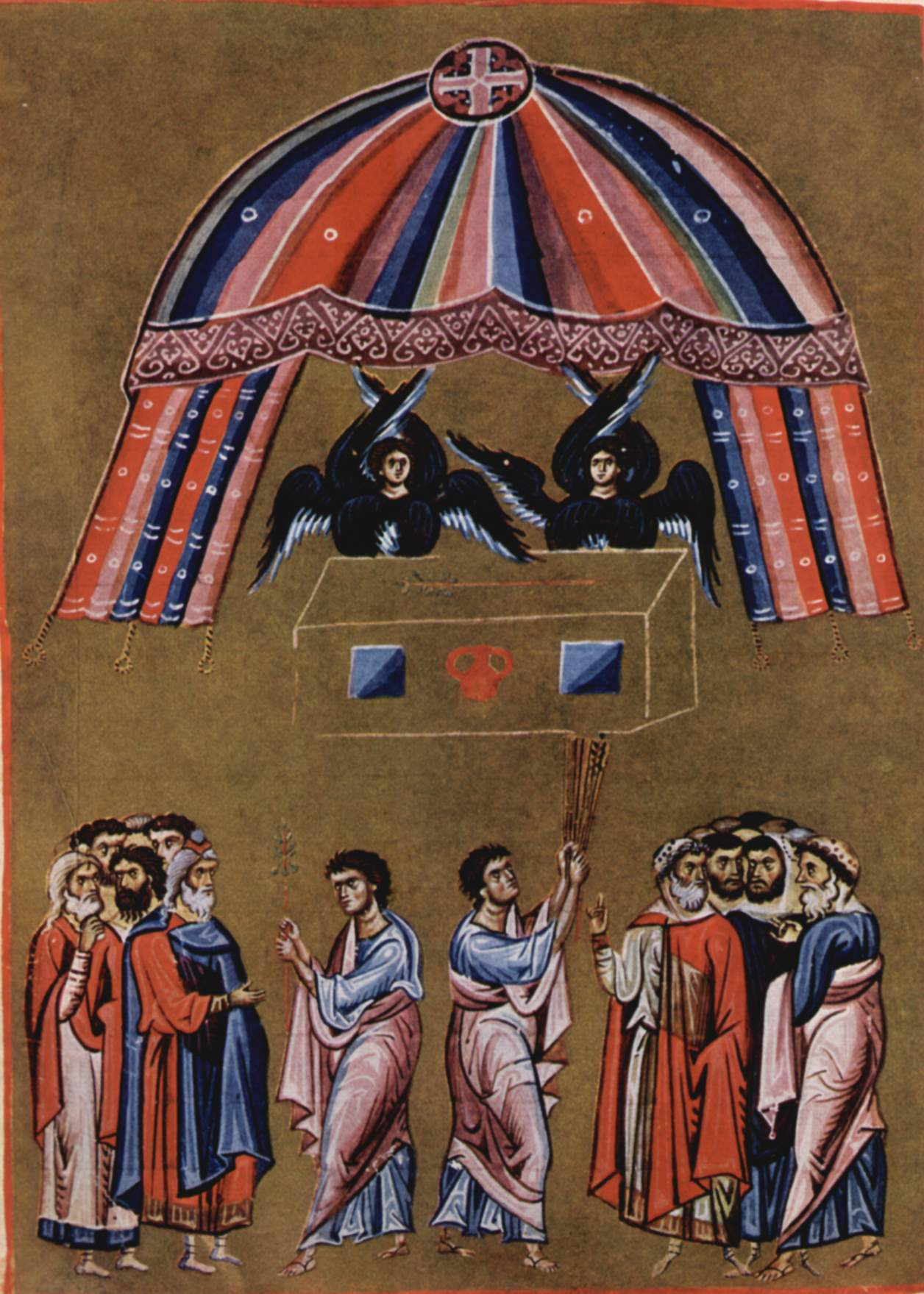
Das Zeltheiligtum mit der Bundeslade, in der sich (gemäß dem Hebräerbrief) die Gesetzestafeln, der Krug mit Manna und der blühende Stab Aarons befinden. Im Vordergrund wählt Mose Aaron aufgrund seines blühenden Stabes als Hohepriester aus.(Marienhomiliar des Mönchs Iakobos von Kokkinobaphos, 12. Jahrhundert. Nationalbibliothek Paris, Codex graecus 1208, fol. 181v)

Der Verfasser des Hebräerbriefs stellt Jesus Christus als himmlischen Hohepriester dar, der in ein himmlisches Heiligtum eintritt. Er gebraucht die Bildsprache des Mischkan, nicht die des Jerusalemer Tempels (weshalb unbestimmt bleibt, wie er sich zur Zerstörung dieses Tempels im Jahr 70 verhält). Dieses himmlische Heiligtum hat seine Entsprechung im Allerheiligsten des Mischkan; wie Hebr 9,8  zeigt, hat der Raum vor dem Vorhang für den Hebräerbrief keine positive Bedeutung. Das himmlische Heiligtum ist deshalb nach Kenneth Schenck auch nicht zweigeteilt gedacht, sondern entspricht dem Himmel. Diese Interpretation von Hebr 9,24  gewinnt dadurch an Plausibilität, dass auch Philon von Alexandria und Flavius Josephus im Rahmen einer kosmischen Symbolik des Zeltheiligtums das Allerheiligste mit dem Himmel in Beziehung setzen. Sowohl die Beschreibung des Heiligtums als auch die Beschreibung des Jom-Kippur-Rituals im Pentateuch werden verkürzt, um einen Aspekt hervorzuheben: der verschlossene Zugang zu Allerheiligsten und das einmalige Hineingehen des Hohenpriesters.
Damit ist die Heiligtums-Symbolik des Hebräerbriefs allerdings nicht vollständig erfasst. In Spannung hierzu stehen folgende Elemente:
- Das irdische Zelt ist ein „Schatten“ des himmlischen Heiligtums (Hebr 8,5 EU), was an eine platonische Urbild-Abbild-Relation denken lässt. Allerdings sind platonische Urbilder ewig, und in ihnen finden keine Handlungen statt.
- Das himmlische Heiligtum bedarf der Reinigung (Hebr 9,23 EU) – eine Bemerkung, die den Interpreten stets Schwierigkeiten bereitet hat, denn wenn dieses Zelt im Himmel von Gott selbst aufgespannt wurde, wie sollte es durch Menschen verunreinigt werden können? Nach Schenck handelt es sich hier um eine Metaphorik, die Christus als Hohepriester als Überbietung des Hohepriestertums im Buch Levitikus darstellt.
- Der Leib Christi entspricht dem Vorhang des Allerheiligsten (Hebr 10,20 EU); durch ihn hindurch haben die angeredeten Christen Zugang zum Allerheiligsten. Auch hier legt sich ein metaphorisches Verständnis nahe.

Singulär ist, wie der Hebräerbrief das Allerheiligste ausstattet. In der Lade befinden sich ein goldener Krug mit Manna und der blühende Stab Aarons, Objekte, die in der antiken jüdischen Tradition vor der Lade verortet werden. Dem Verfasser des Hebräerbriefs sind Manna und Blütenstab als Symbole des Lebens wichtig. Außerdem positioniert er den Räucheraltar, der sonst vor dem Vorhang gedacht ist, ebenfalls im Allerheiligsten. Dies ist wohl eine Konsequenz daraus, dass das liturgische Handeln des Hohepriesters am Räucheraltar und vor der Lade im Jom-Kippur-Ritual eng verbunden sind.

### Samaritanische Tradition
Nach samaritanischer Überlieferung wurde der Mischkan von den Israeliten nach der Eroberung Kanaans auf dem Berg Garizim aufgeschlagen. Als Eli ein aus samaritanischer Sicht illegitimes Heiligtum in Schilo errichtete, sei das wahre Heiligtum verborgen worden, um in der Endzeit wieder zu erscheinen. Obwohl antike Texte und archäologische Befunde dafür sprechen, dass es einen samaritanischen Tempel auf dem Garizim gab, ist dieser kein Teil der samaritanischen Überlieferung geworden. Vielmehr ist der Mischkan für heutige Samaritaner das einzige legitime JHWH-Heiligtum. Dementsprechend spielen Darstellungen des Mischkan in der samaritanischen Kunst eine wichtige Rolle.

### Rabbinische Literatur: Sabbat und Mischkan
Die jüdische Tradition definiert die 39 am Sabbat verbotenen Arbeiten als jene Tätigkeiten, die für die Herstellung des Mischkan notwendig waren. Dies wird im Babylonischen Talmud als Ausspruch des Rabbi Ḥanina bar Ḥama überliefert. Denn die Ausführungen über den Bau des Mischkan sind ja im Buch Exodus mit Wiederholungen des Sabbatgebots verschränkt (Ex 31,12–17 , Ex 35,2–3 ), und der Sabbat kann als ein „Heiligtum der Zeit“ verstanden werden. „An 39 Arten hervorbringender Thätigkeiten, dem edelsten Producte menschlicher Werkthätigkeit, dem Bau der Stiftshütte abgelesen, stellt תשבפ [die mündliche Tora] für’s Schabbóß-Werkverbot die ganze Werkthätigkeit des Menschen dar.“ (Samson Raphael Hirsch)

### Illustrierte hebräische Bibeln aus Spanien (Mikdasch-Jah)

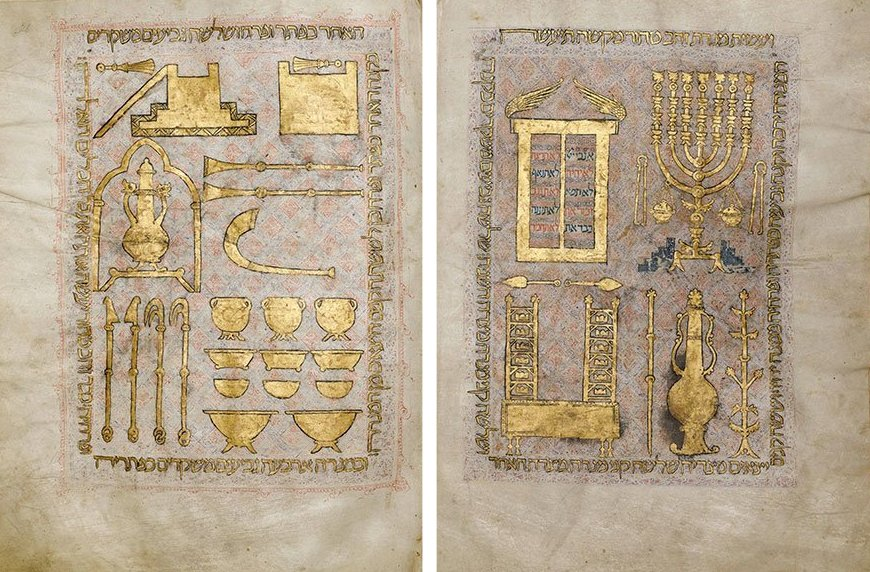
Inventar des Mischkan, hebräischer Kodex des Mikdasch-Jah-Typs, frühes 14. Jahrhundert: Rechts oben die Bundeslade mit den Tafeln der Zehn Gebote und die Menora, unten der Schaubrottisch, das Gefäß mit Manna und der blühende Stab Aarons. Links der Brandopferaltar und der Räucheraltar, darunter das Waschgefäß, außerdem Musikinstrumente und kleinere Kultgeräte (Jay and Jeanie Schottenstein Collection, Columbus)

In der jüdischen Gemeinde Spaniens wurden hebräische Bibel-Codices im Mittelalter als מקדש־יה Mikdasch-Jah bezeichnet, „Heiligtum Gottes.“ Sie erhielten deshalb doppelseitige Illustrationen der Kultgeräte, die im Buch Exodus als Inventar des Zeltheiligtums beschrieben werden. Etwa 25 Exemplare dieses Handschriften-Typs sind erhalten. Vor dem Hintergrund christlicher Missionierungsversuche und christlicher Beanspruchung des mosaischen Heiligtums und seiner Geräte war es für Künstler und Besitzer dieser Bibeln wichtig, dass die Kultgeräte nicht nur den Angaben im Buch Exodus entsprachen, sondern auch der rabbinischen Auslegung. Einige hebräische Bibeln dieses Typs blieben dadurch erhalten, dass sie bei der Vertreibung der Juden aus Spanien nach Italien oder nach Konstantinopel mitgenommen wurden.

### Antike und mittelalterliche christliche Exegese
Mehrere Autoren der Alten Kirche gehen auf die Stiftshütte und ihre Baudetails ein: als erste Clemens von Alexandria und Origenes, später Methodios von Olympus, Hieronymus und Theodoret von Cyrus.
In seiner Schrift über das Leben des Mose (De vita Moysis, spätes 4. Jahrhundert) deutete Gregor von Nyssa diese biblische Biografie als Aufstieg zu Gott. Während er auf dem Berg Sinai verweilt, sieht Mose Modelle des Zeltheiligtums und seiner Geräte (Ex 25,9 ). Für Gregor ist dieses himmlische Zeltheiligtum eine leuchtende Vision, die Mose umgibt und in der er selbst eine übernatürliche Existenzweise hat und keine Nahrung braucht. Inwiefern diese Architektur eine Wohnung Gottes sein soll, wird nicht ausgeführt, eine christologische Interpretation nur angedeutet. Sie bleibt ein Mysterium. Das irdische Zeltheiligtum hatte Gregor auf die Inkarnation Christi gedeutet; der paulinische Gedanke, dass die Kirche der Leib Christi ist, ermöglicht ihm nun eine ekklesiologische Deutung der Stiftshütte. Dabei geht er die biblische Architekturbeschreibung nicht vollständig durch, sondern greift sich einzelne Elemente heraus. So interessieren ihn (wegen der allegorischen Möglichkeiten) besonders die Säulen, an denen die textilen Behänge des Zeltheiligtums befestigt sind, und die Lichter. Säulen und Lichter sind zwar in erster Linie Bezeichnungen für Personen der kirchlichen Hierarchie, aber alle Christen haben nach Gregor von Nyssa die Möglichkeit, selbst zu Säulen und Lichtern zu werden.

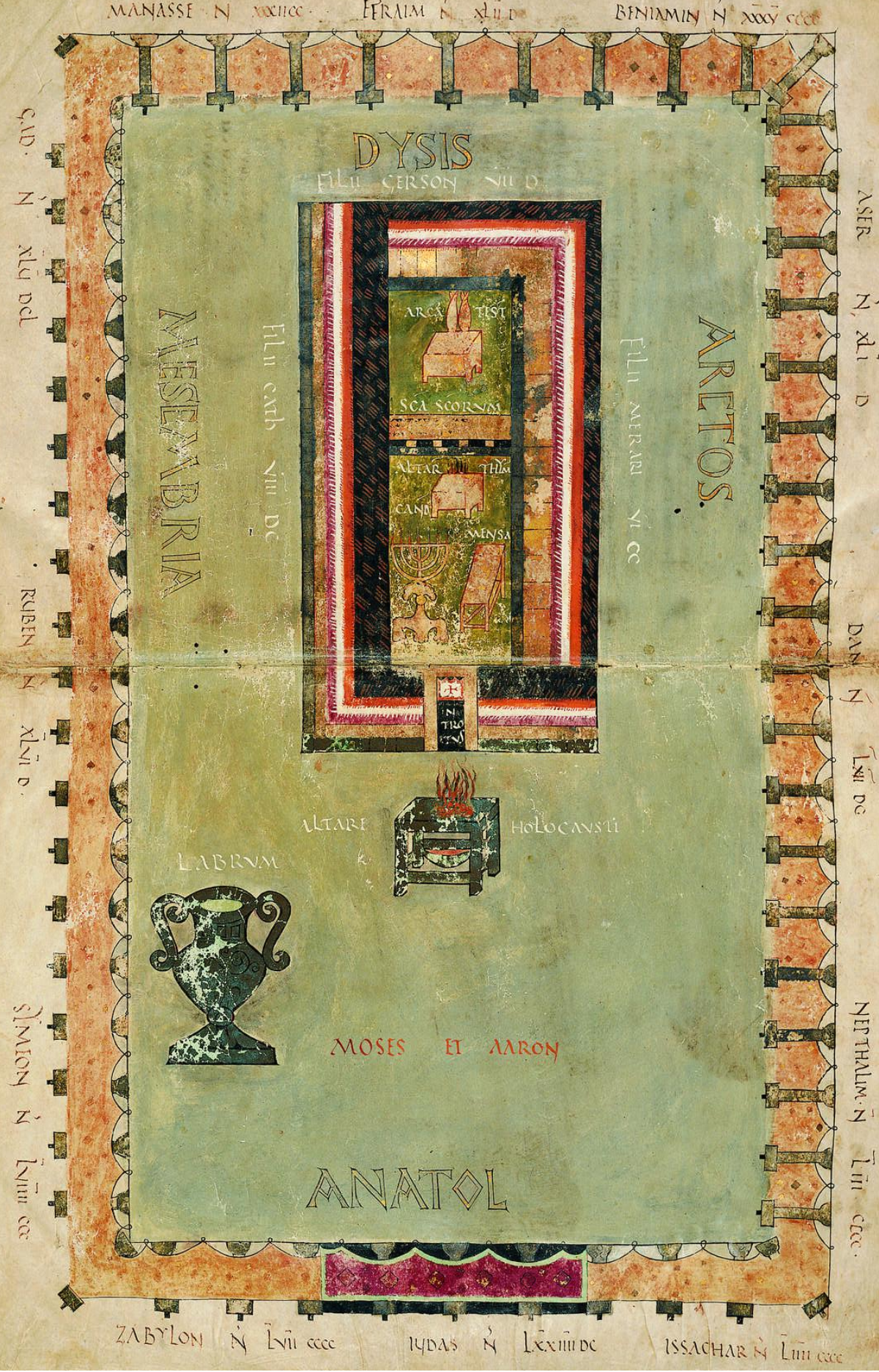
Plan der Stiftshütte im Codex Amiatinus. Über dem Eingang ins Heiligtum ist ein Kreuz hinzugefügt; dieses befindet sich etwa im Kreuzungspunkt der Diagonalen des gesamten Plans.

Beda Venerabilis verfasste um 730 die erste vollständig durchgeführte allegorische Deutung der Stiftshütte, ihrer Geräte und der Priestergewänder (De Tabernaculo et vasis eius ac vestibus sacerdotum). In seiner Schrift De Templo hatte Beda Stiftshütte und Tempel zueinander in Beziehung gesetzt. Beide repräsentierten die universale Kirche: die Stiftshütte stehe für die gegenwärtige Kirche, ihre Mühsal und ihr Exil, der Tempel dagegen für die Ruhe und Glückseligkeit der zukünftigen Kirche. Die Bedeutung der Baudetails der Stiftshütte begründete Beda in De Tabernaculo so: „All die Opfergaben, die der Herr dem früheren Volk vorschrieb, um ein materielles Heiligtum zu bauen, sollten wir, die wir geistliche Kinder Israels zu sein bestrebt sind, mit geistlichem Verständnis ihm darbringen.“ Unter den Einzelauslegungen ist die Interpretation des Schaubrottischs interessant, dessen vier Tischbeine auf den vierfachen Schriftsinn (historisch, allegorisch, tropologisch bzw. moralisch und anagogisch) gedeutet werden. Hrabanus Maurus übernahm dieses Motiv in seinen Exoduskommentar, wodurch es vielfach rezipiert wurde.
Aus dem gleichen Kontext des angelsächsischen Mönchtums wie Bedas Kommentar stammt der Codex Amiatinus, der vor 713 im Kloster Monkwearmouth-Jarrow entstand und auf den Seiten 2v–3r einen Plan der Stiftshütte bietet, der ursprünglich nicht in den Codex eingebunden, sondern ein loses Doppelblatt war.

### Marianische Relecture
Ausgehend von der exegetischen Beobachtung, dass Lk 1,35  sprachliche Berührungen mit Ex 40,34–35  in der Septuaginta-Fassung hat, kann das Offenbarungszelt in einer marianischen Relecture zur Präfiguration der Gottesmutter Maria werden. „Offenbarungszelt“ ist ein Marientitel, der (ebenso wie „Bundeslade“, „Tempel“, „Thron“, „Stadt“) aus Marienliturgien des östlichen Mittelmeerraums stammt (siehe etwa die auf ostkirchlichen Vorbildern basierende Lauretanische Litanei) und mit den griechischen und syrischen Päpsten des 7./8. Jahrhunderts in die lateinische Westkirche kam. Zahlreiche marianische Präfigurationen im Alten Testament waren im Spätmittelalter bekannt, so dass Maria geradezu die Verbindung zwischen Altem und Neuem Testament bildete. Nach der Reformation änderte sich daran im römisch-katholischen Raum theologisch nichts, aber diese alttestamentliche Bildwelt kam auch hier (und in den Kirchen der Reformation ohnehin) außer Gebrauch und war im 18. Jahrhundert weitgehend vergessen.

### Sakrale Architektur im Judentum

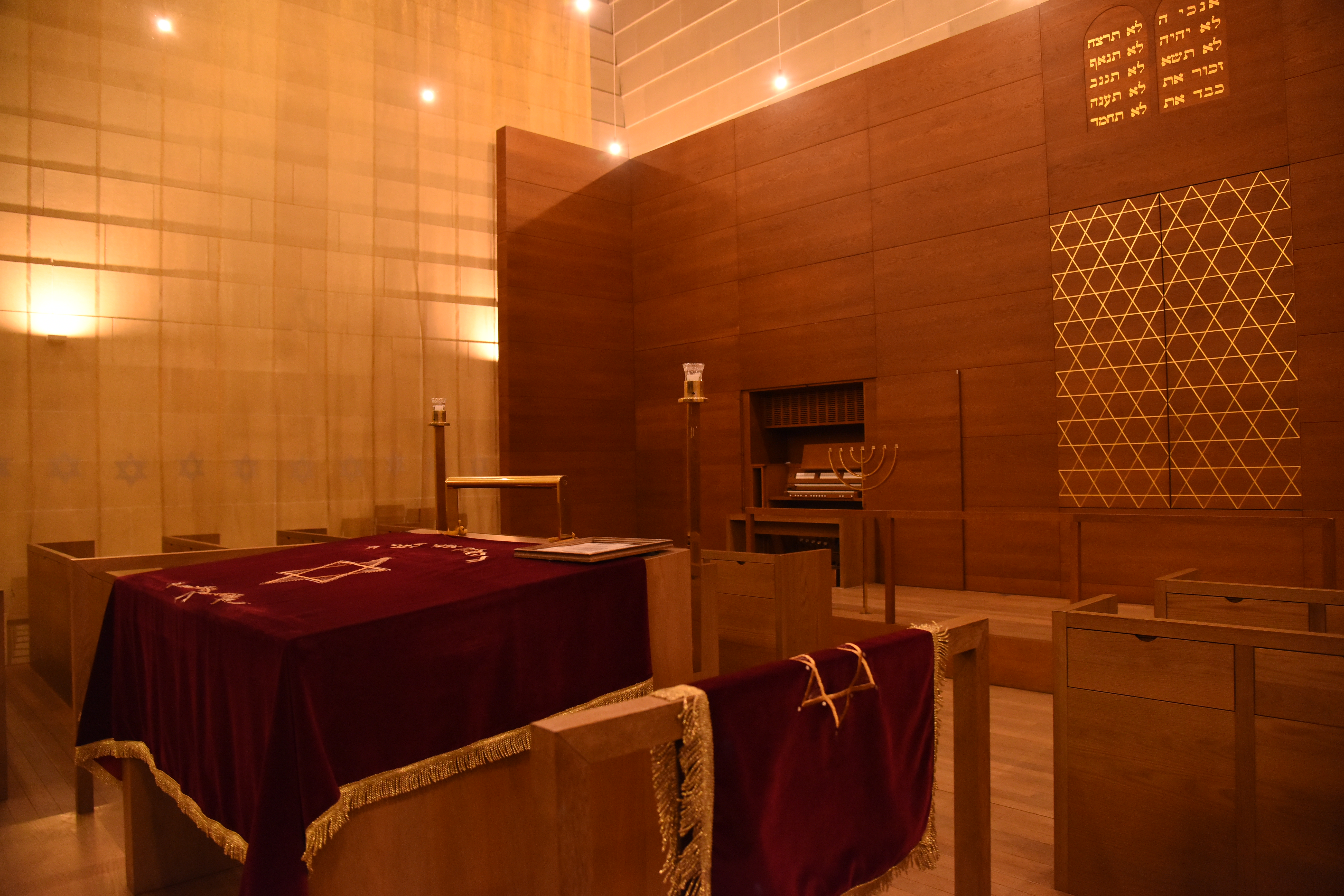
Neue Synagoge Dresden: „Der eigentliche Gebetsraum im Inneren symbolisiert … das provisorische Stiftszelt, das als mobile Hülle für die Bundeslade diente. Dargestellt wird das Zelt durch ein weich fallendes Metallgewebe, als Raum im Raum.“

Die ersten Synagogenbauten der Moderne, die sich von traditionellen Raumkonzepten lösten, entstanden in den Vereinigten Staaten, beginnend mit dem Beth Sholom Temple in Miami Beach (Percival Goodman, 1953–1956). Der Bezug auf das Zeltheiligtum in der Wüste ist bei zahlreichen dieser Synagogen gegeben. Der Frankfurter Architekt und Vorsitzende des Zentralrats der Juden, Salomon Korn, veröffentlichte unter dem Titel „Synagoge ’88“ grundsätzliche Überlegungen zum zeitgenössischen Synagogenbau. Er schlug unter anderem vor, den „synagogalen Raumkonflikt“ zwischen dem provisorischen Mischkan und dem dauerhaften Jerusalemer Tempel so zu lösen, dass ein zeltartiger Baldachin in die steinerne Außenhülle eingehängt werde.
Beispiele:
- Israel-Goldstein-Synagoge, Campus der Hebräischen Universität Jerusalem (1959)[70]
- Mount Sinai Synagogue, El Paso (erbaut 1962)[70][34]
- Sinagoga nuova, Livorno (erbaut 1962)[70][71]
- North Shore Congregation Israel Synagogue, Glencoe (erbaut 1964)[70][34]
- Mishkan Shilo Synagogue, die Hauptsynagoge der israelischen Siedlung Schilo im Westjordanland (erbaut 1979).[72]
- Congregation Agudas Achim, Austin (erbaut 2001)[73]
- Neue Synagoge Dresden (erbaut 1998–2001)[68]
- Ohel-Jakob-Synagoge, München (erbaut 2003–2006).[74]

### Mishkanals Synagogenname
Mischkan bzw. in englischer Transkription Mishkan findet auch als Syngagogenname Verwendung, vor allem in Gemeinden des Reformjudentums. So erhielt die 2024 eingeweihte Kieler Reformsynagoge den Namen Mishkan Shalom. In den USA gibt es eine gleichnamige (Rekonstruktionismus-)Gemeinde in Philadelphia, die Reform-Gemeinde Mishkan Chicago, Mishkan Torah (rekonstruktionistisch/konservativ) in Greenbelt, Maryland und Mishkan Israel (Reform) in Hamden (Connecticut)

### Sakrale Architektur im Christentum
Martin Luther fand in der Stiftshütte jene Dreiteilung, die auch für den christlichen Kirchenbau grundlegend sei:
- der Hof des Zeltheiligtums (Atrium) entspricht dem Kirchhof;
- das Heilige (Sanctum) entspricht dem Langhaus;
- das Allerheiligste (Sanctum sanctorum) entspricht dem Chorraum.

Damit legte er, so Lorenz Dittmann, „den Grundstein für eine neue, auf das Alte Testament zurückgreifende Symbolik des evangelischen Kirchengebäudes.“
Das Zelt als biblischer Gegenentwurf zum Tempel wirkte erst in jüngerer Zeit auf die Kirchenarchitektur ein. In der Moderne, besonders in den 1950er und 1960er Jahren, fanden Kirchen in Zeltform dann weite Verbreitung. Sie setzten das ekklesiologische Konzept der Kirche als „Volk Gottes auf dem Weg“ architektonisch um.
Beispiele:

Zeltdachkirchen
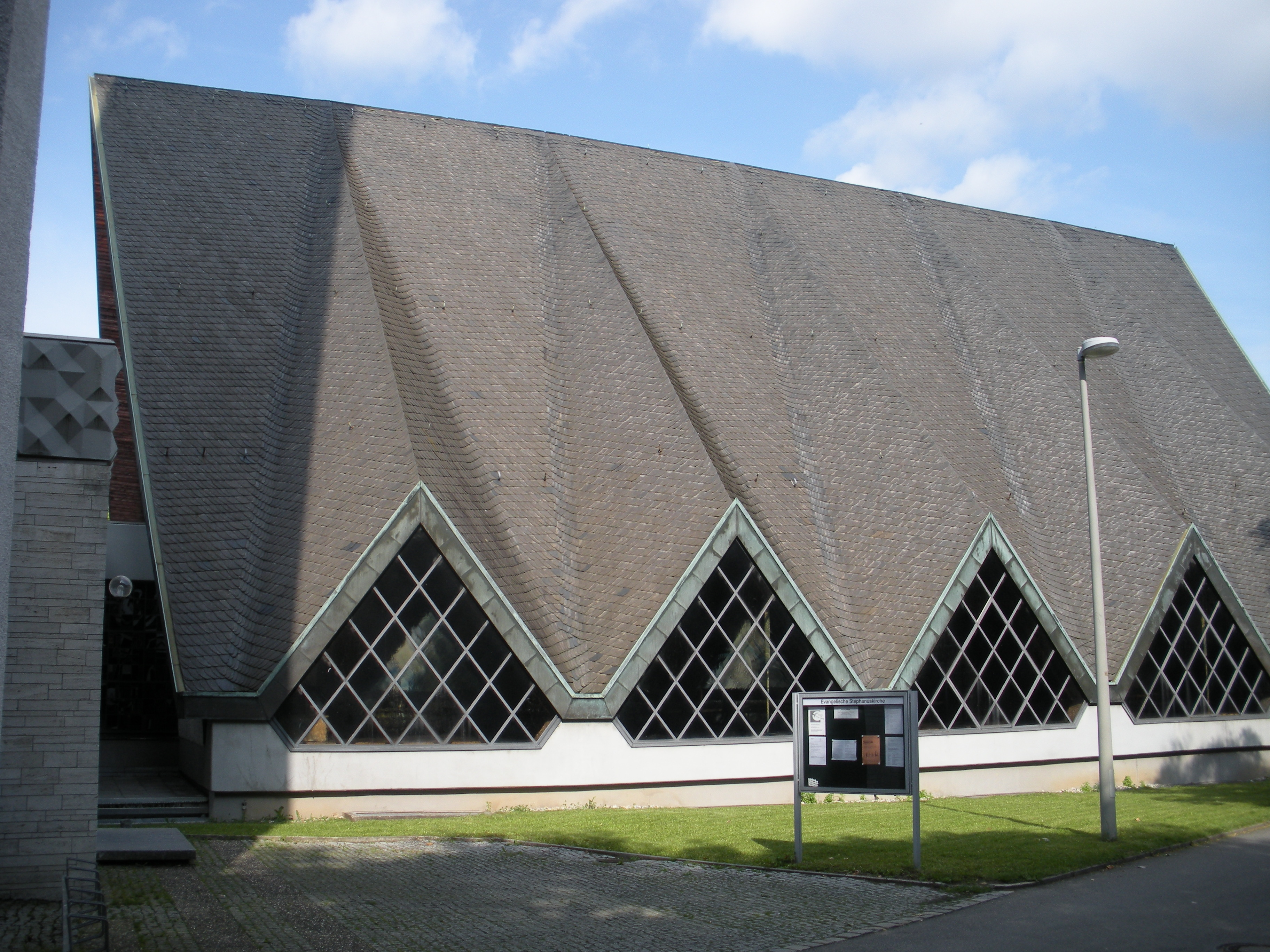
Stephanuskirche Bad Cannstatt
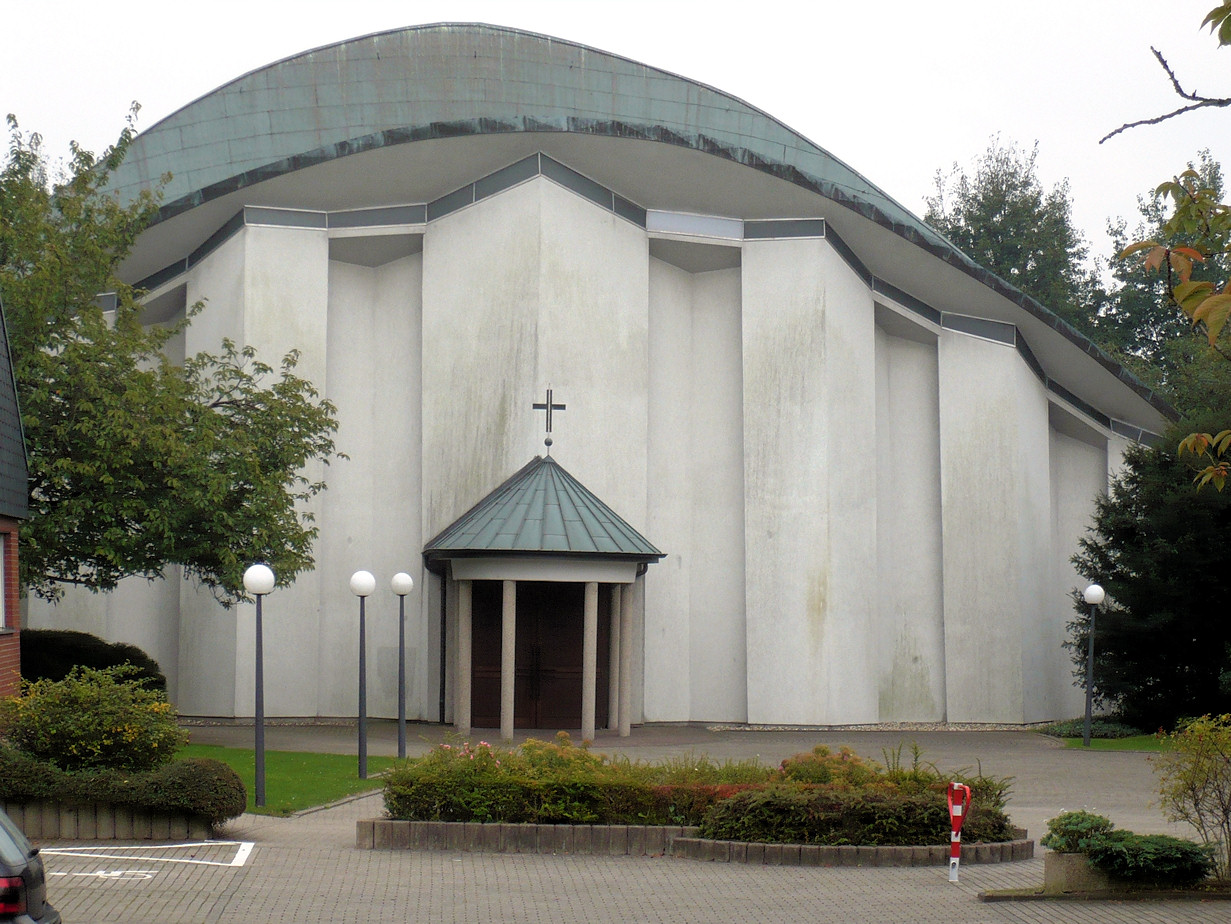
St. Suitbert, Essen-Überruhr-Holthausen
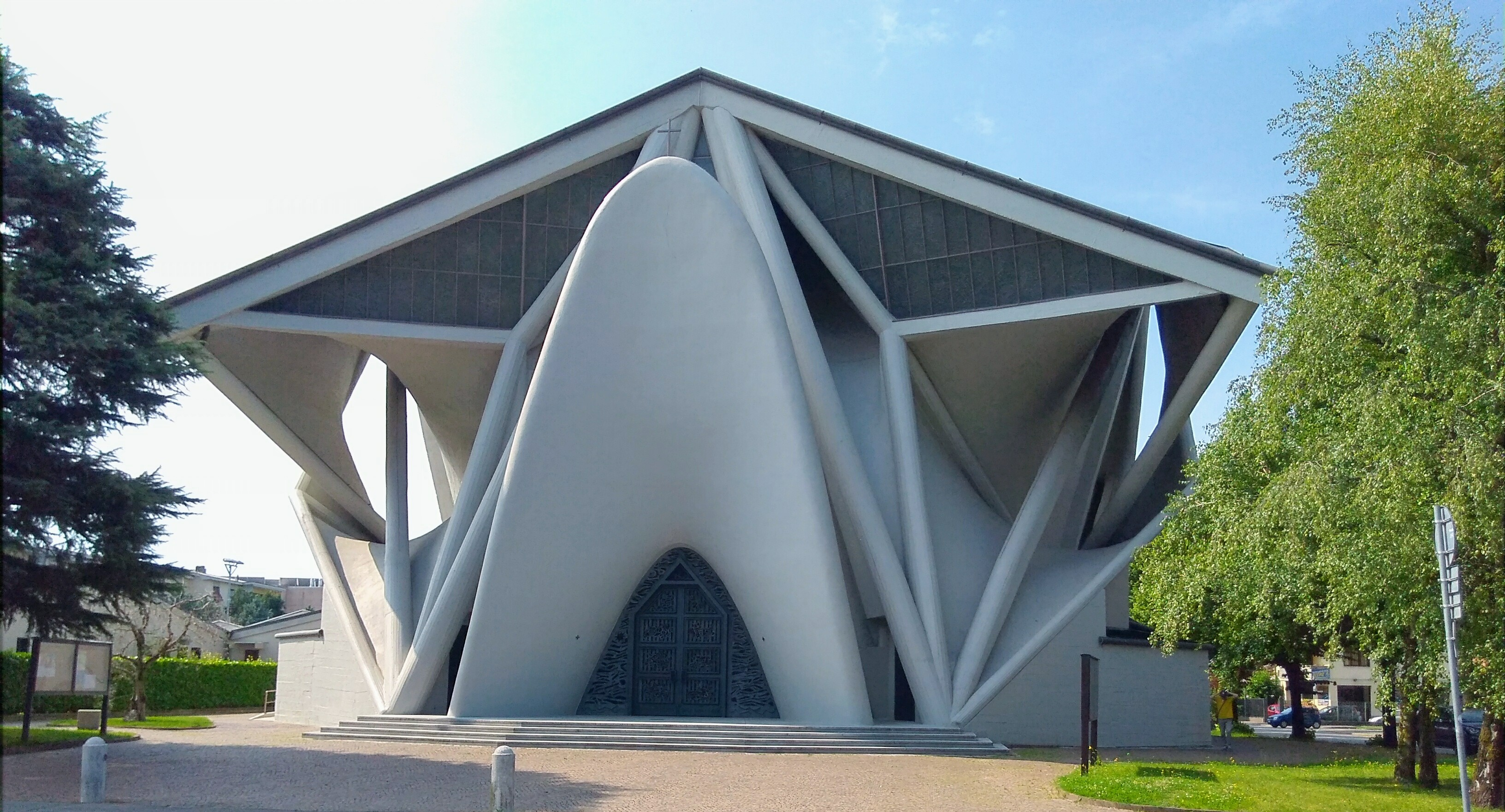
Maria Santissima Immacolata, Longuelo

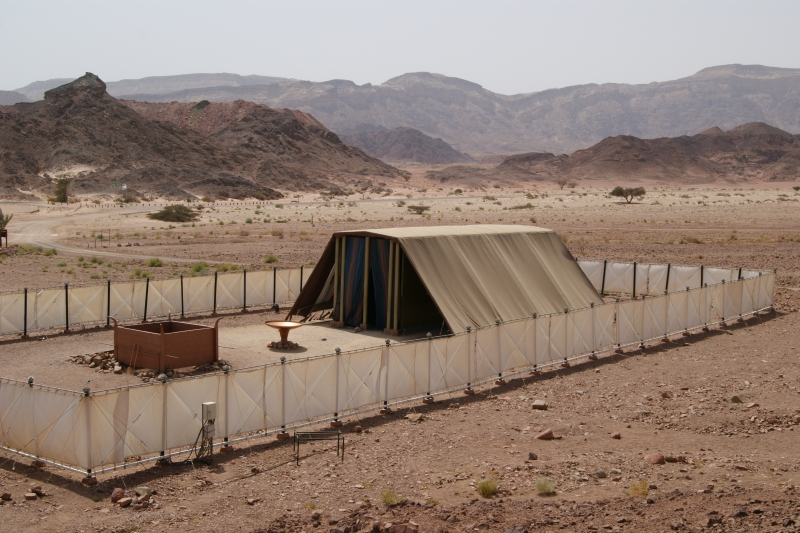
Die Stiftshütte im Timna Park

### Nachbau in Timna
Bei der im Timna Park, Israel, ausgestellten Replik der Stiftshütte handelt es sich um einen Nachbau in Originalgröße durch das Bibel-Center Breckerfeld, der unter dem Titel „Expo Exodus“ von 1986 bis 1995 an verschiedenen Orten in Europa gezeigt wurde. Seit 1995 steht das Modell in Timna.

### Zum Mischkan im Pentateuch
- Franziska Bark: Ein Heiligtum im Kopf der Leser: literaturanalytische Betrachtungen zu Ex 25–40. Katholisches Bibelwerk, Stuttgart 2009. ISBN 978-3-460-03184-5.
- Mark K. George: Israel’s Tabernacle as Social Space (= SBL Ancient Israel and its Literature. Band 2). Atlanta 2009. ISBN 978-1-58983-125-4.
- Matthias Hopf, Wolfgang Oswald, Stefan Seiler (Hrsg.): Heiliger Raum: Exegese und Rezeption der Heiligtumstexte in Ex 24-40. Beiträge des Symposiums zu Ehren von Helmut Utzschneider, 27. – 29. Juni 2014 (= Theologische Akzente. Band 8). Kohlhammer, Stuttgart 2016, ISBN 3170318276. Darin: Dominik Markl: Zur literarischen und theologischen Funktion der Heiligtumstexte im Buch Exodus (S. 57–87, PDF)
- Michael B. Hundley: Keeping Heaven on Earth: Safeguarding the Divine Presence in the Priestly Tabernacle. Mohr Siebeck, Tübingen 2011. ISBN 978-3-16-150697-0.
- Philip Peter Jenson: Graded Holiness: A Key to the Priestly Conception of the World. JSOT Press, Sheffield 1992, ISBN 1-85075-360-1, S. 89–114.
- Hanna Liss: Tanach. Lehrbuch der jüdischen Bibel. Universitätsverlag C. Winter 2005, 4. völlig überarbeitete Auflage Heidelberg 2019 (= Schriften der Hochschule für Jüdische Studien. Band 8), ISBN 978-3-8253-6850-0.
- Domenico Lo Sardo: Post-Priestly additions and rewritings in Exodus 35-40: an analysis of MT, LXX, and Vetus Latina. Mohr Siebeck, Tübingen 2020. ISBN 978-3-16-159586-8.
- Helmut Utzschneider: Tabernacle. In: Thomas Dozeman, Craig A. Evans, Joel N. Lohr (Hrsg.): The Book of Exodus. Composition, Reception, and Interpretation (= Supplements to Vetus Testamentum. Band 164). Brill, Leiden 2014, S. 267–301. ISBN 978-90-04-28265-0.
- Benjamin Ziemer: Schöpfung, Heiligtum und Sabbat in der priesterlichen Bundeskonzeption. In: Angelika Berlejung, Raik Heckl (Hrsg.): Ex oriente Lux. Studien zur Theologie des Alten Testaments. EVA, Leipzig 2012, ISBN 978-3-374-03052-1, S. 39–58.(PDF)

### Zur Rezeption im Judentum
- Craig R. Koester: The Dwelling of God. The Tabernacle in the Old Testament, Intertestamental Literature, and the New Testament (= The Catholic Biblical Quarterly. Monograph Series 22), Washington 1989.
- Shubert Spero: From Tabernacle (Mishkan) and Temple (Mikdash) to Synagogue (Bet Keneset). In: Tradition: A Journal of Orthodox Jewish Thought, 38/3 (2004), S. 60–85.

### Zur Rezeption im Christentum

#### Hebräerbrief
- Jared C. Calaway: The Sabbath and the Sanctuary. Access to God in the Letter to the Hebrews and its Priestly Context (= Wissenschaftliche Untersuchungen zum Neuen Testament, 2. Reihe. Band 349). Mohr Siebeck, Tübingen 2013. ISBN 978-3-16-152365-6.
- Georg Gäbel: Die Kulttheologie des Hebräerbriefs (= Wissenschaftliche Untersuchungen zum Neuen Testament, 2. Reihe. Band 212). Mohr Siebeck, Tübingen 2006. ISBN 978-3-16-148892-4.
- Scott D. Mackie: Heavenly sanctuary mysticism in the Epistle to the Hebrews. In: The Journal of Theological Studies 62/1 (2011), S. 77–117.
- Kenneth Schenck: An Archaeology of Hebrews’ Tabernacle Imaginery. In: Gabriella Gelardini, Harold Attridge (Hrsg.): Hebrews in Contexts (= Ancient Judaism and Early Christianity. Band 91). Brill, Leiden 2016, S. 238–258.
- Gert J. Steyn: ‘On Earth as it is in Heaven …‘ The heavenly sanctuary motif in Hebrews 8:5 and its textual connection with the ‘shadowy copy‘ of LXX Exodus 25:40. In: HTS Teologiese Studies/Theological Studies 67 (2011), S. 1–6. (PDF)

#### Alte Kirche und Mittelalter
- Ann Conway-Jones: Gregory of Nyssa’s Tabernacle Imagery in Its Jewish and Christian Contexts. Oxford University Press, Oxford 2014. ISBN 978-0-19-871539-9.
- Meg Boulton: Behold the House of the Lord: Encountering Architecture in the Codex Amiatinus. In: Jane Griffiths, Adam Hanna (Hrsg.): Architectural Space and the Imagination. Houses in Literature and Art from Classical to Contemporary. Palgrave Macmillan, London u. a. 2020, S. 69–83. ISBN 978-3-030-36066-5.